# 64 Andromedae
64 Andromedae (64 And), som är stjärnans Flamsteedbeteckning, är en ensam stjärna belägen i den nordvästra delen av stjärnbilden Andromeda. Den har en skenbar magnitud på ca 5,19 och är svagt synlig för blotta ögat där ljusföroreningar ej förekommer. Baserat på parallaxmätning inom Hipparcosuppdraget på ca 7,8 mas, beräknas den befinna sig på ett avstånd på ca 419 ljusår (ca 129 parsek) från solen. Stjärnan rör sig närmare solen med en heliocentrisk radiell hastighet av ca -13 km/s.

## Egenskaper
64 Andromedae är en gul till orange jättestjärna av spektralklass G8 III. Den har en massa som är ca 3,1 gånger solens massa, en radie som är ca 16 gånger större än solens och utsänder ca 136 gånger mera energi än solen från dess fotosfär vid en effektiv temperatur på ca 4 900 K.